# Centrophorus moluccensis
Centrophorus moluccensis е вид хрущялна риба от семейство Centrophoridae.

## Разпространение и местообитание
Видът е разпространен в Австралия (Западна Австралия, Куинсланд и Нов Южен Уелс), Индонезия, Нова Каледония, Провинции в КНР, Тайван, Филипини и Япония.
Обитава крайбрежията на океани и морета. Среща се на дълбочина от 125 до 818 m, при температура на водата от 5,6 до 14,4 °C и соленост 34,4 – 35,2 ‰.

## Описание
На дължина достигат до 1 m, а теглото им е максимум 2400 g.